# Helene Meyer-Moringen
Helene Elisabeth Alwine Meyer-Moringen (* 2. September 1898 in Moringen; † 8. Oktober 1965 in Beberbeck) war eine deutsche Malerin. Sie wurde besonders durch ihre Pferdebilder sowie Landschaftsbilder bekannt.

## Leben
Helene Meyer wurde am 2. September 1898 in Moringen als Tochter des Apothekers Theodor Meyer und seiner Ehefrau Margarethe geb. Arnold geboren. Schon in jungen Jahren verließ sie ihr Elternhaus und lebte in Norddeutschland. In dieser Zeit veränderte sie ihren Namen in Helen Meyer-Moringen. Sie studierte zunächst an der Akademie in Berlin und war Schülerin bei dem Pferdemaler Georg Koch. Sie war als Malerin für das Landgestüt Celle tätig und malte Pferde auf Schloss Söder bei Hildesheim und im Gestüt Vornholz. Nach dem Zweiten Weltkrieg lebte sie im ehemaligen Königlichen-Hauptgestüt Beberbeck im Reinhardswald. Die letzten Jahre verbrachte sie in Beberbeck und wohnte dort ärmlich im Beamtenhaus. Immer wieder malte sie Landschaften und Orte aus der Region Beberbeck, Sababurg und Reinhardswald und Pferde. Meyer-Moringen starb 1965 und ist auf dem Friedhof in Beberbeck beigesetzt.

## Werk
Meyer-Moringen malte ihre meist kleinformatigen impressionistische Landschaften und Bilder von Tieren, insbesondere von Pferden, in Öl auf Leinwand und zeichnete mit Pastellkreide auf unterschiedliche Malgründe. Ihre gemalten Postkarten waren bei den Pferdeliebhabern sehr begehrt und verkauften sich gut. Die meisten ihrer Bilder befinden sich in privaten Sammlungen. Einige Werke Meyer-Moringens sind im Stadtmuseum Hofgeismar vertreten.

### Zeichnungen und Gemälde (Auswahl)
- Lipizzaner Hengste [sic]. Kohlezeichnung, weiß gehöht. 27,5 × 44,5 cm
- Stehende Dogge von rechts. Öl auf Ln, 47 × 55 cm
- Springreiter Graf Hohenau auf Tommy, 1920-iger Jahre, Pastellskizze auf Tonpapier, weiß gehöht, 30 x 24 cm[2]
- Hamburg-Flottbek, um 1930, Pastell und Kohle auf Papier, 32,5 × 48 cm
- Pferdegespann. Pastellkreide auf graugrünem Papier, 25 × 43,5 cm
- Viergespann mit Kutsche, in den Herrenhäuser Gärten. Öl auf Ln, 40 × 50 cm
- Landes-Pferdeleistungsschau Hannover 1950. Öl auf Ln, 55 × 75 cm
- Schlittenfahrt mit Laterne durch einen Torbogen einer Burg. Öl auf Ln, 50× 60 cm

## Signatur und Monogramm
- H.Meyer-Moringen
- HMM

## Ehrungen
In Hofgeismar ist die Helen-Meyer-Moringen-Straße nach ihr benannt.